# تايلر نيوتن
تايلر نيوتن (13 مايو 1982 في الولايات المتحدة - ) (بالإنجليزية: Tyler Newton)‏ هو لاعب كرة سلة أمريكي في مركز هجوم قوي الجسم. لعب مع Levanga Hokkaido ‏.

## وصلات خارجية
- تايلر نيوتن على موقع كرة السلة الأوروبية.كوم (الإنجليزية)
- تايلر نيوتن على موقع كلية كرة السلة في سبورتس رفرنس.كوم (الإنجليزية)
- تايلر نيوتن على موقع ريلجم (الإنجليزية)
- تايلر نيوتن على موقع بروبوليرز (الإنجليزية)